# 國道二號 (中華民國)
中華民國國道二號，又稱臺灣國道二號、機場支線、桃園環線，簡稱國二。
以國道一號為界，西段（機場端—機場系統）稱機場支線、東段（機場系統—鶯歌系統）稱桃園環線。
是一條位於臺灣桃園市、新北市的高速公路，西起臺灣桃園國際機場，往東南而行連接國道一號（中山高），最後匯入國道三號。全線呈西北至東南走向，貫穿桃園市北部，為大園區、蘆竹區、桃園區、八德區等地提供快速的交通動線。此路線也同時連結臺灣桃園國際機場與高鐵桃園站兩大交通樞紐。
該公路在1980年啟用，當時築成的路段為臺灣桃園國際機場至機場交流道，即「機場支線」，公路編號則為國道一號甲線（簡稱「國道一甲」）。桃園環線築成後，機場交流道更名為機場系統交流道，公路編號在桃園環線未通車前，曾一度改編成國道四號，後來正式改編為國道二號、並改以機場端作為起點計算里程。此外，為因應來往臺灣桃園國際機場的龐大車流量，2011年將大園至機場系統全面拓寬為八車道，是臺灣目前唯一擁有雙向八車道規格的東西向國道。

## 歷史
- 1980年
  - 11月，機場端至機場系統路段通車，編號國道一甲。
- 1997年
  - 8月24日，機場系統至鶯歌系統路段通車，速限訂為90公里，並改編號為國道二號。
- 2003年
  - 4月，機場系統以東路段速限調高至100公里。
- 2006年
  - 1月23日，大竹交流道通車。
- 2010年
  - 4月20日，大園─大竹路段拓寬完成，4車道拓寬至8車道
- 2011年
  - 4月10日，大竹─機場系統路段拓寬完成，4車道拓寬至8車道
  - 12月13日，機場系統─南桃園路段拓寬完成，4車道拓寬至6車道
- 2012年
  - 4月14日，南桃園─大湳路段拓寬完成，4車道拓寬至6車道
  - 5月31日，大湳─鶯歌系統路段拓寬完成，4車道拓寬至6車道
  - 6月1日，大園─機場系統路段速限調高至100公里。
- 2013年
  - 4月20日，機場系統東向出口─西向入口往高架路段通車。

## 交流道
國道二號設有七個交流道，其中包括一端點（機場端）及兩座系統交流道。
| 國道二號路線設施里程一覽表 |      |          |                        |                       |                            |                                                                                        |                                                                              |                            |
| 標誌                       | 里程 | 名稱     | 順樁預告               | 逆樁預告              | 形式                       | 通車日                                                                                 | 銜接道路 →聯絡地區                                                           |                            |
|                            |      |          |                        |                       |                            |                                                                                        |                                                                              |                            |
| 0                          | 0.0  | 機場端   | 高速公路起點           | 桃園機場 高速公路終點 | 直接式                     | 1980年11月                                                                             | 航站南路⇒台4線（三民路） · →桃園國際機場                                     |                            |
| 1                          | 1.0  | 大園     | 大園 圳頭              | 大園 圳頭             | Y型（銜接） 雙葉型（銜接） | 1980年11月（銜接） 2023年1月9日（銜接）                                                | 市道110號（中正東路） · 大園支線 · →大園區埔心＆大園                         |                            |
| 4                          | 4.9  | 大竹     | 蘆竹 青埔              | 青埔 蘆竹             | 環狀雙葉型                 | 2006年1月23日                                                                          | 台31線（南青路） · →大園區五塊厝、中壢區青埔、蘆竹區大竹圍＆蘆竹、高鐵桃園站 |                            |
| 8                          | 8.6  | 機場系統 | 台北 中壢              | 中壢 台北             | 環狀雙葉型                 | 1980年11月（銜接東出西入） 1997年8月24日（銜接西出東入） 2013年4月20日（銜接五楊高架） | 中山高速公路、五股楊梅高架道路（僅東出西入）                                 |                            |
| 11                         | 11.6 | 南桃園   | 桃園 文中路            | 桃園 文中路           | 環狀雙葉型                 | 1997年8月24日                                                                          | 大興西路三段⇒文中路 →桃園區、蘆竹區、中壢區                                  |                            |
|                            | 15   | 中路     |                        |                       | 匝道                       | 規畫中                                                                                 | 中平路、國際路 →桃園區中路                                                   | 中平路、國際路 →桃園區中路 |
| 18                         | 18.5 | 大湳     | 鶯歌 八德              | 八德 鶯歌             | 複合型                     | 1997年8月24日                                                                          | 市道110乙線（福德一路） · →鶯歌區、八德區大湳                                |                            |
| 20                         | 20.4 | 鶯歌系統 | 台北 大溪 高速公路終點 | 高速公路起點          | Y型                        | 1997年8月24日                                                                          | 福爾摩沙高速公路                                                             |                            |

## 車道數及速限
| 路段                           | 車道數 | 車道數 | 車道數 | 速限（km/h） | 速限（km/h） |
| 路段                           | 東行   | 西行   | 雙向   | 東行         | 西行         |
| ------------------------------ | ------ | ------ | ------ | ------------ | ------------ |
| 機場端～大園交流道             | 3      | 3      | 6      |              |              |
| 大園交流道～機場系統交流道     | 4      | 4      | 8      |              |              |
| 機場系統交流道～鶯歌系統交流道 | 3      | 3      | 6      |              |              |

## 相關資訊
- 興建單位：
  - 機場系統以西：交通部高速公路工程局
  - 機場系統以東：交通部臺灣區國道新建工程局
- 維護單位：交通部高速公路局
- 管理單位：內政部警政署國道公路警察局

## 拓寬工程

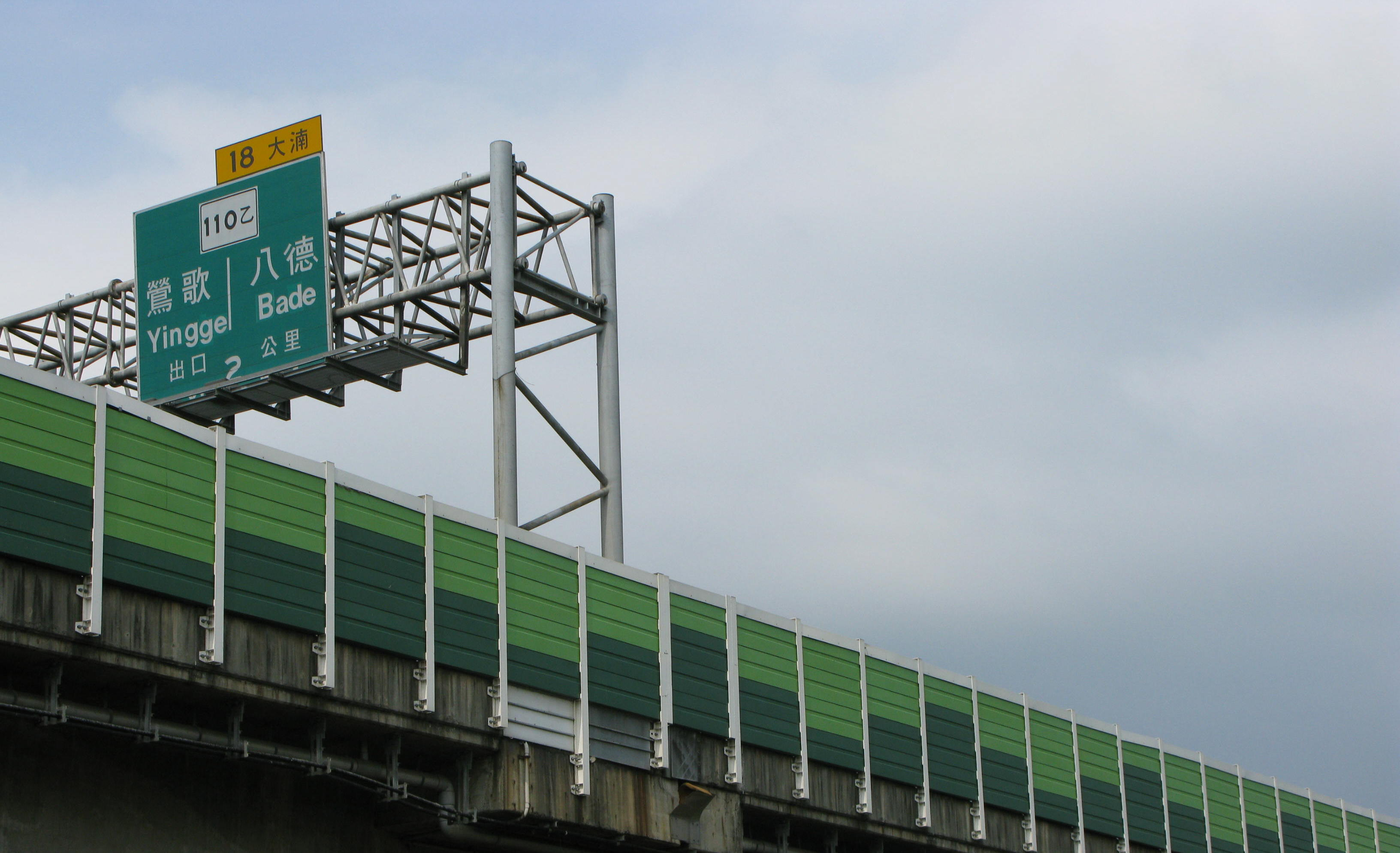
大湳交流道路標指示牌
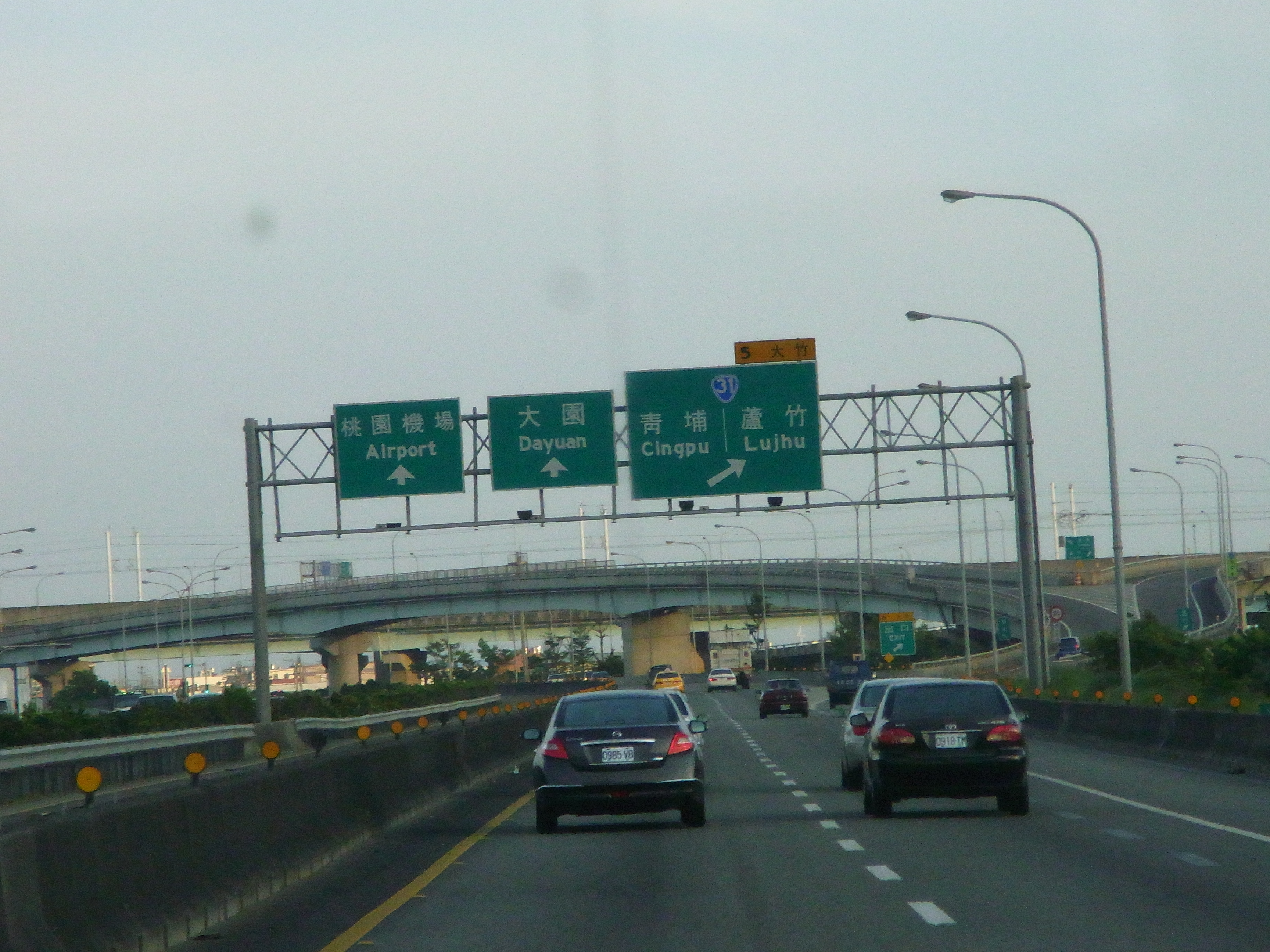
拓寬前的大竹交流道
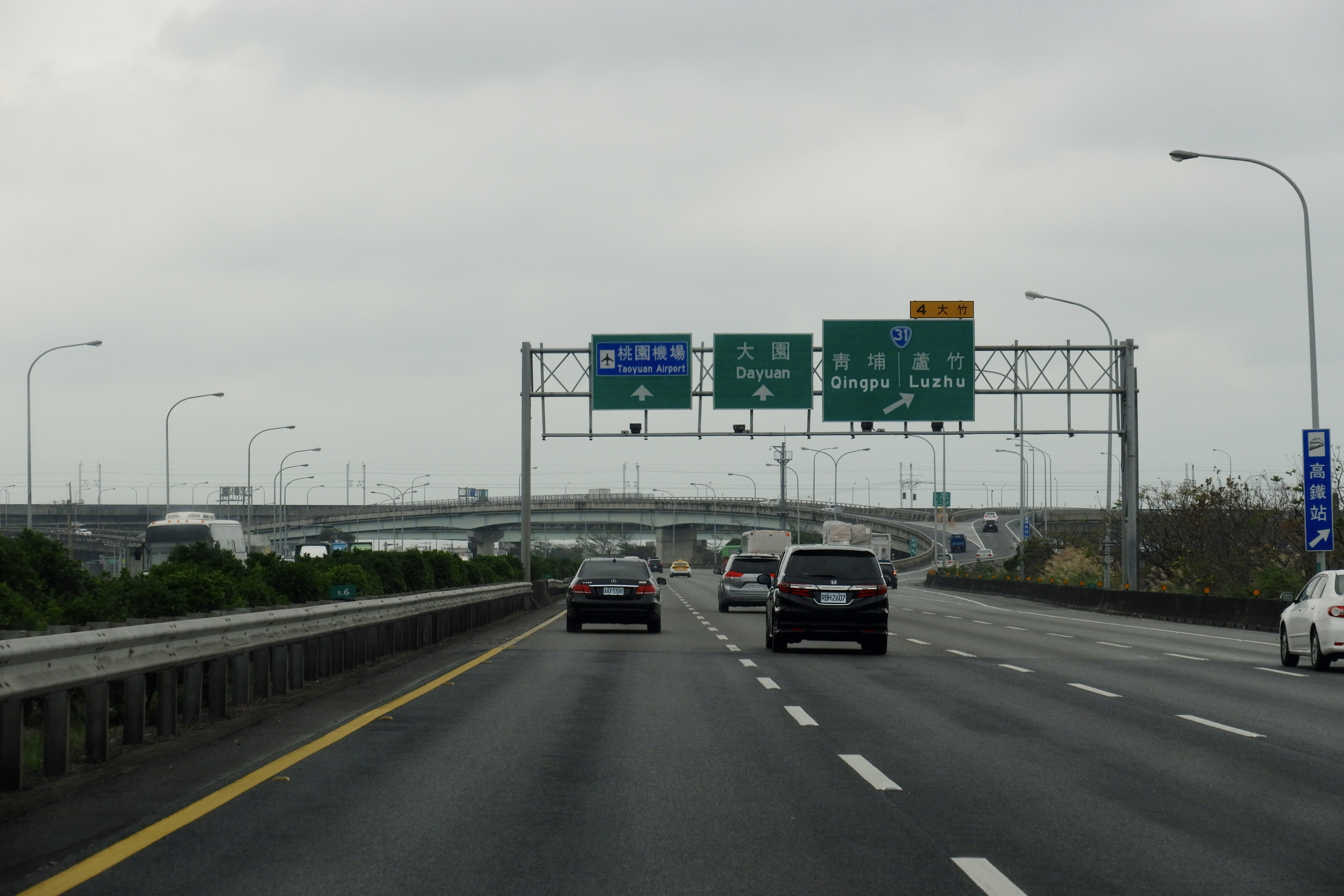
拓寬後的大竹交流道

近年來因機場運輸量激增、桃園地區快速發展，國道二號交通堵塞的情形日益嚴重。為此高公局於2009年中開始將機場系統交流道以西拓寬為雙向八車道、以東拓寬為雙向六車道，另自大園交流道新闢一條長約2公里、雙向四車道的大園支線（國道二甲）連接臺15線，以紓解大園工業區對外的車潮。總建設經費約128.7億元，全線拓寬已於2012年5月31日完工。而大園支線因經過大園工業區和國家級濕地「許厝港」，遭廠商和環保團體反對，故迄今尚未定線台15線至台61線須與大園交流道至台15線切割才得以執行；且為配合航空城聯外道路系統將延伸至臺61線，亦須將臺15線交流道改址，由於不影響國道二號主線交通，因此與國道二號拓寬工程分開處理。國道二號大園交流道至台15線計畫已於2014年7月30號通過環評，預計2016年開工，2019年上半年通車；台15線至台61線則持續與廠商、民間團體溝通，另案辦理環評。

### 爭議
在時任中華民國行政院院長吳敦義下令，國道二號拓寬工程提前九個月至2010年8月完工，但經費卻暴增廿二億元，雖高公局強調符合效益，但交通學者李克聰則強烈質疑，是政治考量，憂心趕工品質，要求「拿出有說服力的數據」。

### 預期效益
- 容納桃園航空城發展計畫所衍生交通需求，客貨運進出順暢，促進經濟發展。
- 增加50％〜100％道路容量，提高國道二號主線與地區行車效益。
- 落實節能省碳政策，完工後每年約減少二氧化碳排放量8,030公噸；以30年評估年期概估，節省行車、時間成本190億元。

### 已完工路段
1. 2010年4月20日：大園交流道至大竹交流道路段。
2. 2011年4月10日：大竹交流道至機場系統路段。
3. 2011年8月17日：機場端至大園交流道路段。
4. 2011年12月13日：機場系統至南桃園交流道路段。
5. 2012年4月14日：南桃園交流道至大湳交流道路段。
6. 2012年5月31日：大湳交流道至鶯歌系統交流道路段。
7. 2022年11月20日：機場端至大園交流道路段（拓寬雙向6車道）

## 事故

### 桃園火燒車事件
2016年7月19日，一輛載有24名大連旅客的紅珊瑚車隊的遊覽車，正在前往桃園機場，在國道二號往桃園機場方向的4.2公里處，車頭突然冒煙起火，直到駛至2.9公里處突然失控，撞擊左邊護欄，司機將遊覽車扭往右邊後，再撞擊右邊護欄，這輛遊覽車雖然有8個逃生出口，但逃生出口被鎖上暗鎖，後門又被撞斷的護欄卡死，只能打開10公分，加上濃煙灌滿整個車廂，乘客當場被燒死、高溫燙死或被濃煙等有毒氣體嗆死，包括台灣籍司機蘇明成，導遊鄭棍明，以及24名來自大連的旅客被濃煙燒死。同年9月10日，桃園地檢署偵查終結，認定司機蘇明成預謀縱火自焚，並拖著全車乘客及導遊陪葬，但因蘇明成已死亡，全案不起訴處分結案。

## 外部連結
- OpenStreetMap上有關國道二號的地理

- 交通部高速公路局（页面存档备份，存于）
- 國道2號拓寬工程宣傳海報[永久]
- 國道2號拓寬工程宣傳摺頁（正面）
- 國道2號拓寬工程宣傳摺頁（背面）